# Drnkací nástroj

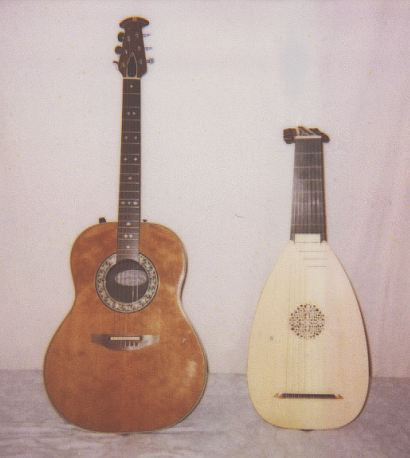
kytara a loutna

Drnkací nástroj je strunný nástroj – chordofon, jehož struny se rozechvívají drnkáním plektrem (trsátkem) nebo prsty. Trsátko může být drženo v ruce, jak je tomu u většiny drnkacích nástrojů, nebo může být spojeno s mechanismem klaviatury, jak je tomu např. u cembala, virginalu nebo spinetu.

## Historie
Drnkací nástroje se vyvinuly z luku.

## Typy nástrojů
V současné evropské hudbě patří k nejrozšířenějším drnkacím nástrojům:
- Kytara
- Banjo
- Mandolína
- Harfa

V minulosti byly často používány různé druhy louten, lyr a citer.